# Krakowiak (nazwisko)
Krakowiak (forma żeńska: Krakowiak, Krakowiakowa, Krakowiakówna; liczba mnoga: Krakowiakowie) – polskie nazwisko. Na początku lat 90. XX wieku w Polsce nosiło je 8901 osób.

## Znane osoby noszące to nazwisko
- Marcin Krakowiak (ur. 1993) – polski zawodnik mieszanych sztuk walki (MMA)
- Piotr Krakowiak (ur. 1965) – polski duchowny katolicki, pallotyn
- Tomasz Krakowiak (ur. 1972) – polski muzyk
- Norbert Krakowiak (ur. 1999) – polski żużlowiec
- Tomasz Krakowiak (ur. 1984) – polski pisarz[3]